# Leica II
Le Leica II est un appareil photo à télémètre Barnack lancé par Leica en 1932. Il s'agit des premiers appareils photo Leica dotés d'un télémètre intégré. Plusieurs modèles ont été produits au fil des ans, parallèlement à la série Leica III à partir de 1933.
Le Leica II utilise un télémètre couplé distinct du viseur. Le viseur est réglé pour un objectif de 50 mm ; l'utilisation d'objectifs plus courts ou plus longs nécessite l'installation d'un autre viseur sur la prise d'accessoires.
Le Leica Luxus II plaqué or n'a été fabriqué qu'à quatre exemplaires. En 2013, l'un d'entre eux a été vendu aux enchères à Hong Kong pour 4 millions de dollars de hong kong (460 000 euros), après avoir été présenté dans l'émission Antiques Roadshow de la BBC. On ne sait pas où se trouvent les trois autres modèles.
L'appareil photo soviétique populaire, le FED 1 (ru), était un clone du Leica II. Le Kwanon, premier prototype conçu en 1934 par ce qui deviendra la marque Canon, s'inspire également de ce modèle.